# (119878) 2002 CY224
(119878) 2002 CY224, também escrito como (119878) 2002 CY224, é um objeto transnetuniano (TNO) que está localizado no disco disperso, uma região do Sistema Solar. Ele possui uma magnitude absoluta de 6,1 e tem um diâmetro estimado de cerca de 265 ou 359 km. O astrônomo Mike Brown lista este corpo celeste em sua página na web como um candidato a possível planeta anão.

## Descoberta
(119878) 2002 CY224 foi descoberto no dia 7 de fevereiro de 2002 pelo astrônomo Marc W. Buie.

## Órbita
A órbita de (119878) 2002 CY224 tem uma excentricidade de 0,351 e possui um semieixo maior de 54,388 UA. O seu periélio leva o mesmo a uma distância de 35,292 UA em relação ao Sol e seu afélio a 73,485 UA.